# علامة بانكروفت
علامة بانكروفت (والمعروفة أيضا بعلامة موسيس) هي علامة طبية توجد في المرضى الذين يعانون من جلطة في الساق. تكون العلامة إيجابية إذا كان هناك ألم عند ضغط عضلة الساق ضد عظم الشظية، و ليس عند ضغط العضلة من جانبيها. شأنها شأن الكثير من العلامات السريرية مثل علامة هومان وعلامة لوفينبرغ ، فإن علامة بانكروفت غير حساسة ولا محددة لوجود الجلطة.